# Іванисово Гоголевське
Іванисово Гоголевське (рос. Иванисово Гоголевское) — присілок в Локнянському районі Псковської області Російської Федерації.
Населення становить 5 осіб. Входить до складу муніципального утворення Подберезинская волость.

## Історія
Від 2015 року входить до складу муніципального утворення Подберезинская волость.

## Населення
| 2001 | 2002 | 2010 |
| ---- | ---- | ---- |
| 11   | ↘8   | ↘5   |